# Визит Владимира Путина во Вьетнам (2024)
Визит Владимира Путина во Вьетнам в 2024 году состоялся 20 июня. Это была пятая по счёту поездка российского президента во Вьетнам. В ходе визита Владимира Путина состоялись российско-вьетнамские переговоры, в результате которых главами России и Вьетнама был подписан ряд документов о расширении сотрудничества между странами.

## Контекст визита
Россия и Вьетнам связаны дружественными отношениями со времен СССР, начиная с 1950-х годов. В 1950 году СССР стал одной из первых стран, давших дипломатическое признание Демократической Республике Вьетнам.В течение длительного времени СССР и затем Россия оставались для Вьетнама ведущим поставщиком оружия.
Вьетнам отказался от участия в мирном саммите по Украине, прошедшем в Швейцарии накануне, при этом заместитель министра иностранных дел Вьетнама принял участие во встрече стран БРИКС в России за неделю до визита. Ранее Вьетнам воздержался при голосовании по четырем резолюциям ООН, осуждающих нападение России на Украину, и проголосовал против предложения об исключении России из Совета ООН по правам человека.
В сентябре 2023 году Вьетнам посетил Джо Байден, визит прошел в рамках процесса улучшения отношений между странами, инициированного США. Дипломаты США выразили озабоченность по поводу предстоящего визита российского лидера.  
ЕС выразил недовольство по поводу решения Вьетнама отложить встречу по санкциям против России, которое связали с предстоящим визитом российского президента. 
По заявлениям Вьетнама, страна находится в наивысшем уровне двусторонних отношений с семью странами: Россией, Китаем, США, Индией, Южной Кореей и Австралией. Поддержание связей со всеми позволяет ему поддерживать равновесие между крупными игроками.
После ордера на арест Владимира Путина, выданного Международным уголовным судом, Путин совершил мало поездок за рубеж. Вьетнам не является членом Международного уголовного суда.

## Ход визита

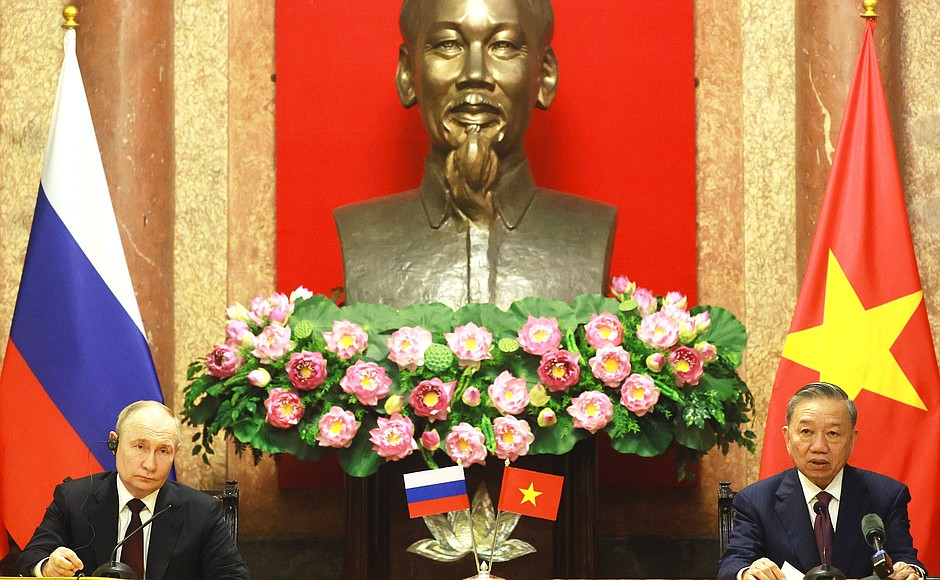
Владимир Путин и То Лам на пресс-конференции после переговоров

20 июня 2024 года Владимир Путин прибыл во Вьетнам с государственным визитом. 
Самолет президента прибыл в аэропорт Ханоя после часа ночи по местному времени (девять часов по Москве).
В тот же день президент провел четыре встречи с представителями высшего руководства Вьетнама.
Поездка стала пятым по счету визитом Путина во Въетнам и первым, после начала вторжения России на Украину в 2022 году. 
Встреча президента России Владимира Путина и главы Вьетнама То Лама началась около 12 часов по местному времени.  Её предваряла торжественная церемония, которая прошла перед главным входом Президентского дворца. В рамках переговоров Ло Там заявил, что Россия является для Вьетнама одним из внешнеполитических приоритетов и поблагодарил за помощь в годы войны за независимость. Владимир Путин, в свою очередь, упомянул о 30-летии договора о дружбе и сотрудничестве между странами, отметил рост товарооборота в 2023 году и пригласил Ло Тама на празднование 80-летия Победы в Москву в 2025 году. Президент России подчеркнул успехи экономеческого сотрудничества. В частности был упомянут  переход на национальные валюты во взаимных расчетах - в 1 квартале 2024 года доля таких сделок составила 60%, в 2023 году этот показатель составлял 40%; российский лидер подчеркнул ключевую роль совместного Вьетнамско-российского банка в этих процессах. Другим успешным направлением сотрудничества была названа энергетика: согласно заявлению Путина, совместное предприятие «Вьетсовпетро» за десятилетия освоения нефтегазовых месторождений Вьетнама добыло порядка 250 млн т нефти, а корпорация «Петровьетнам», которая с 2008 г. реализует проекты в Ненецком автономном округе в России, уже извлекла около 35 млн т нефти. Путина также упомянул совместное предприятие по производству газомоторного топлива и перспективы российских инвестиций инвестиции в области СПГ. Российский президент также упомянул об успешном сотрудничестве в области промышленности и сельского хозяйства и отметил близость позиции двух стран в сфере внешней политики. 
По итогам переговоров было принято и подписано 15 документов о сотрудничестве в разных сферах. 
Страны договорились об углублении стратегического партнерства и подписали соглашения об образовании, энергетике и возможном создании при поддержке России ядерного научно-технического центра во Вьетнаме.
После переговоров с Та Ламом В.В.Путин провел встречи с премьер-министром правительства Вьетнама Фам Минь Тинем и генеральным секретарем компартии Въетнама Нгуеном и председателем Национального собрания Вьетнама Чань Тхань Маном. Вторая встреча прошла в зале переговоров Большого оперного театра. После неё в концертном зале прошла встреча президента России с вьетнамскими выпускниками российских ВУЗов. После её завершения  концертном зале была представлена скульптура, символизирующая дружбу между народами. Затем начался концерт Ханойского филармонического оркестра в честь Путина, были сыграны произведения Михаила Глинки, Петра Чайковского, Хонг Дама, завершала концерт «Праздничная увертюра» Дмитрия Шостаковича.